# محمية وادي تربة
محمية وادي تربة الطبيعية هي منطقة محمية في منطقة مكة المكرمة في جنوب غرب المملكة العربية السعودية. تقع على بعد حوالي 150 كـم (93 ميل) جنوب شرق الطائف و80 كـم (50 ميل) شمال الباحة، محصورة بين الطريق بين الطائف والباحة والطريق الذي يمتد على طول الجرف بين بنو سعد والباحة. يقع بجوار منطقة محمية جبل إبراهيم ووادي بووة، وجبل إبراهيم هو جبل من الجرانيت يرتفع حوالي 1,000 م (3,300 قدم) فوق التلال الصخرية المحيطة. تبلغ مساحة وادي تربة وجبل إبراهيم حوالي 42,000 هكتار (100,000 أكر)، ويزيد الارتفاع من 1,524 م (5,000 قدم) إلى 2,134 م (7,001 قدم) في قمة جبل إبراهيم.

## موطن
تنبع عدة تيارات من جبل إبراهيم بحيث يكون لوادي تربة تدفق دائم. تشمل الموائل الموجودة في المحمية الصفائح العارية من الصخور وتنجيد الجبال، والمنحدرات المغطاة بالصخور مع الغطاء النباتي الوفير، والغابات الجبلية التي يكون المكون الرئيسي فيها هو شجر العرعر. بالقرب من الوديان، تنمو أشجار التين وزفيزف بشكل كثيف، وتوجد غابات الطلح في المرتفعات المنخفضة.

## النباتات والحيوانات

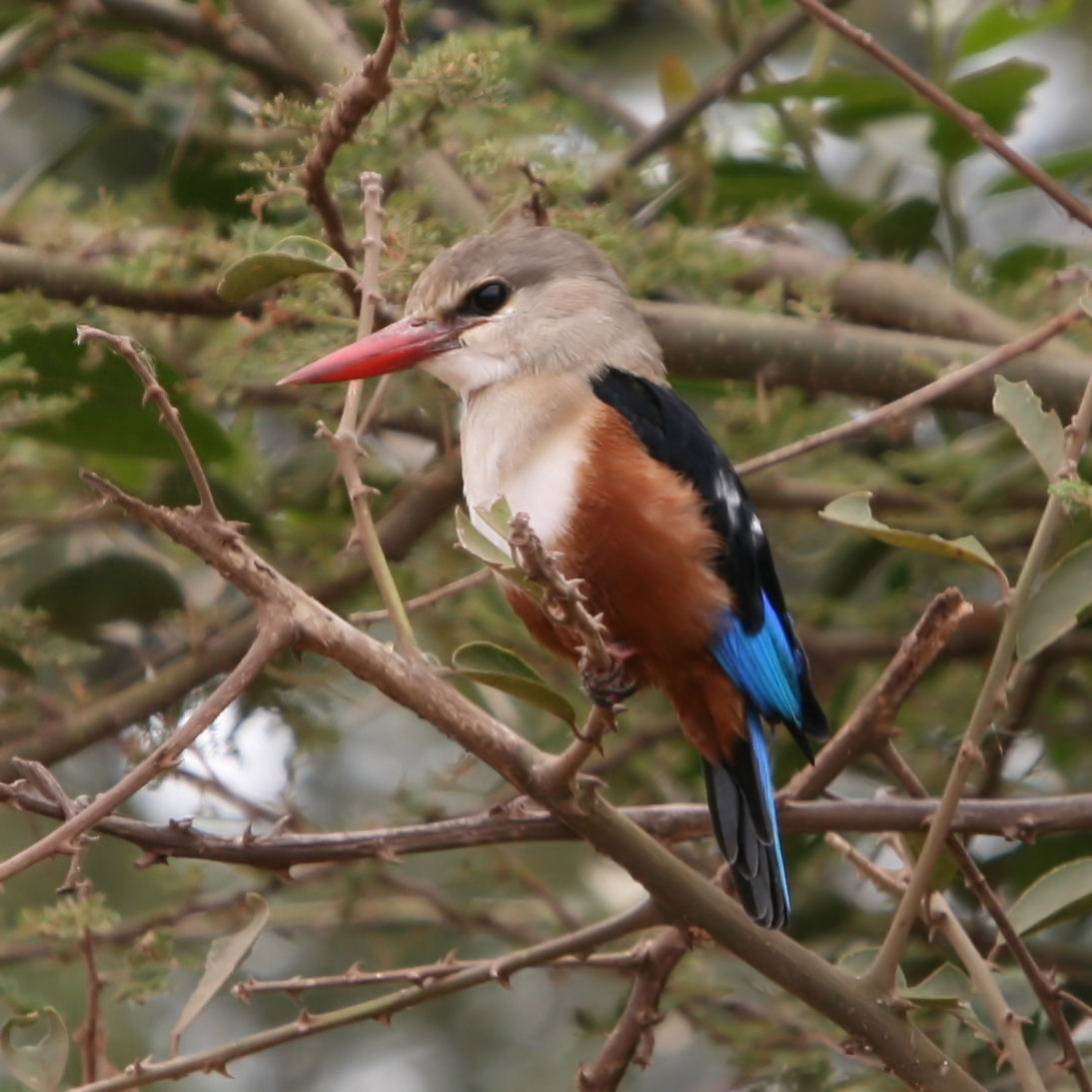
صياد السمك رمادي الرأس

تعيش العديد من الحيوانات النادرة في المحمية مثل رباح المقدس في المحمية، وكذلك أكلة اللحوم الكبيرة مثل الذئب العربي والثعلب الأحمر وعناق الأرض (القط البري). في الجداول يمكن العثور على الأسماك المستوطنة. نباتات جبل إبراهيم ذات أهمية نباتية عالية.
تم تعيين وادي تربة وجبل إبراهيم كمنطقة هامة لحفظ الطيور والتنوع البيولوجي من قِبل جمعية الطيور العالمية. تشمل الأنواع المشغلة لذلك حجل فيلبي، حجل عربي، نسر أسمر، رخمة مصرية، سبد الجبال، نقار الخشب العربي، حربة الغابة البنية، هازجة عربية، زرزور أسود، سمنة اليمن، أبلق عربي، شمعي المنقار العربي، نعار عربي، نعار اليمن، حسون اليمن ودرسة شامية،
الفارس العربي، طرز تريسترام، طائر اليمن، القلاع العربية، شمع العسل العربي، القلاع الصخرية الصغيرة، سيرين العربية، اليمن سيرين، اليمن لينيت والرايات. تشمل الأنواع الأخرى من الطيور التي يمكن العثور عليها عقاب أسود، صياد السمك رمادي الرأس ودرسة الصخر إفريقية، وما يصل إلى عشرين نوعًا من اللقالق السوداء التي تجتاح المنطقة.
محمية وادي تربة الطبيعية هي المكان الوحيد في شبه الجزيرة العربية الذي تتكاثر فيه أسماك رأس المطرقة، مع وجود حوالي ثلاثين طائرًا في المحمية.